# Owe Wagermark
Rolf Nils Ove (Owe) Wagermark, född 23 september 1951 i Tyska Sankta Gertruds församling i Stockholms stad, är en svensk militär.

## Biografi
Wagermark avlade samhällsvetenskaplig gymnasieexamen 1970. Han avlade officersexamen vid Flygvapnets krigsskola 1973 och utnämndes samma år till löjtnant vid Norrbottens flygflottilj, där han tjänstgjorde vid Stridsledningsenheten 1973–1977, befordrad till kapten 1975. Han var kurschef för Marklinjen vid Flygvapnets kadett- och aspirantskola tillika stabschef vid Flygvapnets Södertörnsskolor 1977–1980. Han gick Allmänna kursen på Flyglinjen vid Militärhögskolan 1979–1980, Befälskursen vid Fallskärmsjägarskolan 1981 och Stabskursen vid École militaire i Paris 1982–1983. Han befordrades 1983 till major och var chef för Rekryteringsdetaljen i Uttagningskommissionen i Flygstaben 1984–1986. Han gick Högre stabskurs 1 för flygvapnet vid Militärhögskolan 1986–1987 och var stabsofficer tillika detaljchef i Operationsledningen i Försvarsstaben 1987–1989. År 1988 gick han Orienteringskursen vid Försvarshögskolan och befordrades samma år till överstelöjtnant.
Han var verkställande direktör för AT & T Nordics AB 1989–1991 och var stabsofficer i Planeringssektionen i Flygstaben 1991–1992, varpå han 1992 gick Huvudkursen och 1992–1995 Informationstjänstkursen vid Försvarshögskolan. Han var informationschef i flygvapnet 1992–1993, varefter han var Försvarsmaktens informationschef vid Försvarsstaben 1993–1994 och vid Högkvarteret 1994–1997. Han befordrades till överstelöjtnant med särskild tjänsteställning 1993 och till överste 1994.
År 1997 gick han United Nations Staff Officers Course vid Försvarsmaktens internationella centrum, varpå han 1997–1998 var Senior Advisor (PR-konsult) vid Kreab. Han befordrades 1998 till överste av första graden och var ställföreträdande generalinspektör för flygvapnet tillika ställföreträdande chef för Flygvapencentrum 1998–2000, samt därpå ställföreträdande militärrepresentant i Europeiska Unionens militärkommitté i Bryssel 2000–2001. År 2001 anställdes han som informationsdirektör för Gripen International i Linköping och senare erhöll han tjänsten som stabschef och senior rådgivare åt Saab AB.
Owe Wagermark var adjutant hos prins Bertil 1984–1997. Han invaldes 1996 som ledamot av Kungliga Krigsvetenskapsakademien. Han är också Grand Prior (landschef) för Tempelherreorden i Sverige.